# Burg Lauenburg

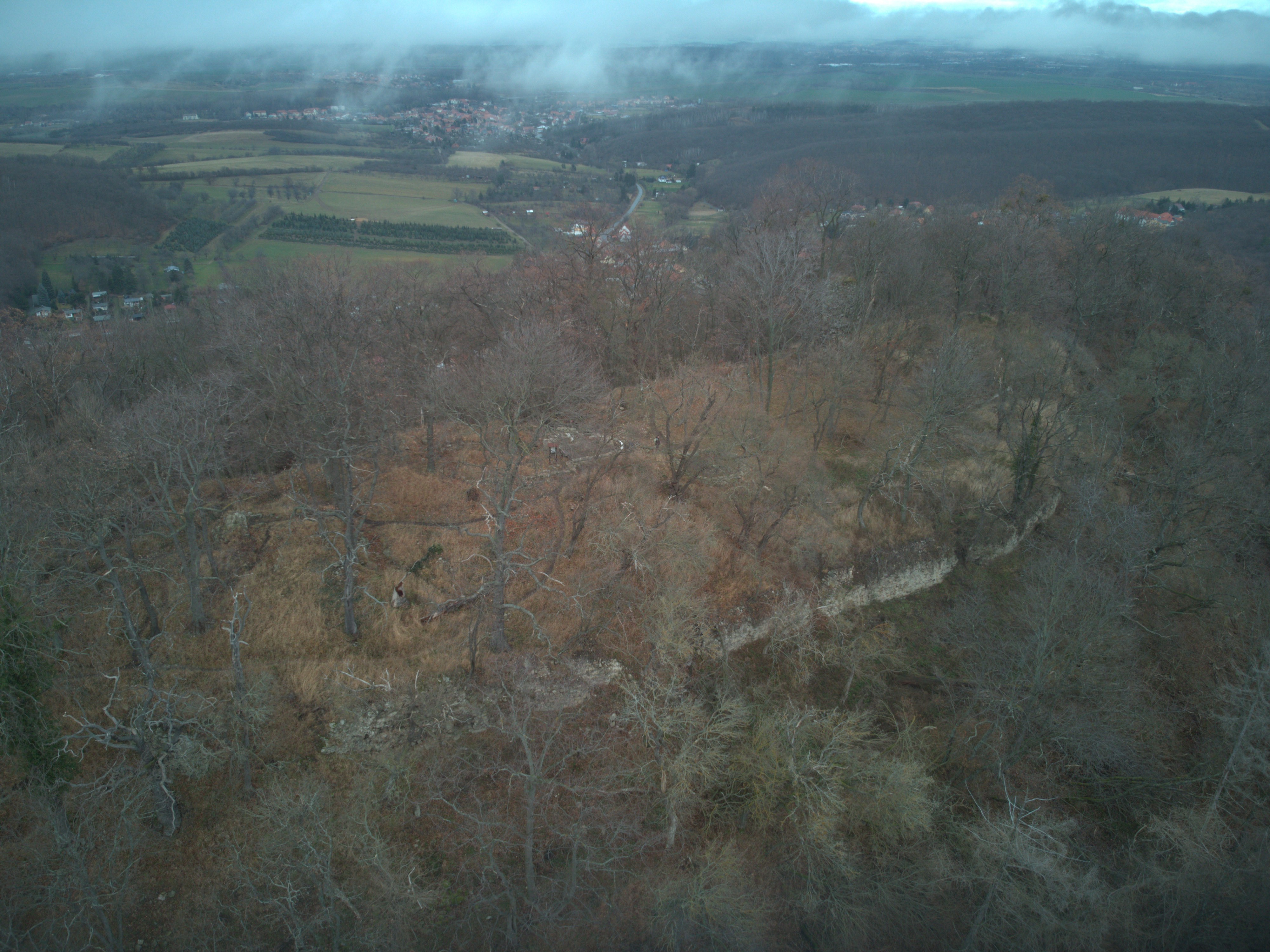
Ruine der Hauptburg im Luftbild von Süden

Die Burg Lauenburg ist die Ruine einer zweiteiligen hochmittelalterlichen Höhenburg – Große Lauenburg und Kleine Lauenburg – im Harz nahe der Ortschaft Stecklenberg im Landkreis Harz in Sachsen-Anhalt.

## Geographische Lage
Die Ruinen der Großen Lauenburg und Kleinen Lauenburg befinden sich auf dem südwestlich von Stecklenberg (Ortsteil der Stadt Thale) gelegenen Burgberg (356,1 m ü. NHN), einem Nordausläufer des Rambergmassivs. Sie sind etwa 200 m voneinander entfernt. Etwa 630 m nordöstlich liegt die Ruine der Stecklenburg.

## Geschichte
Die zweiteilige Burganlage wurde im dritten Quartal des 11. Jahrhunderts als Reichsburg unter Heinrich IV. erbaut und 1164 erstmals urkundlich erwähnt. Die Erbauung von Vor- und Hauptburg dauerte vermutlich bis zu zehn Jahre. Zweck der Anlage, die mehr als 350 m Gesamtlänge hatte, war der Schutz von Quedlinburg und der nahen Heerstraßen. 1180 wurde sie bei kriegerischen Auseinandersetzungen von Friedrich I. (Barbarossa) erobert. 1273 wurde die Burg durch die Grafen von Regenstein erworben, was zu einem Kräftespiel zwischen dem Bischof von Halberstadt und den Grafen von Regenstein führte. Allein Bischof Albrecht II. soll in der Zeit von 1326 bis 1351 neunmal vor die Burg gezogen sein. 1351 gelangte die Burganlage in bischöflichen Besitz, welche die Burg den Regensteiner Grafen dann wieder als Lehen überließen. Lehnsträger der Burg war ab 1479 das Stift Quedlinburg. Weitere Besitzer der Burg waren die Herzöge Ernst von Sachsen-Gotha-Altenburg und Albrecht von Sachsen-Coburg, ab 1740 auch der König Friedrich II. von Preußen. Später kaufte der preußische Staat die Burg auf Abbruch. Im Anschluss ging sie in das Eigentum der Stadt Quedlinburg und 1887 wieder in Staatsbesitz.
Zu den Besitzern der Burg gehörten die Herren von Sommerschenburg. Die Anlage wurde nach 1740 auf Abbruch verkauft.

## Anlage
Während die Hauptburg stark verfallen ist, sind noch wenige Reste der Türme und Außenmauern erhalten, darunter der Bergfried der Vorburg, dessen Ruine schon von weitem gut sichtbar ist.
Die Große Lauenburg wurde nach romanischem Schema errichtet. Die Anlage war oval und bemaß 25 × 31 Meter mit einer umlaufender Ringmauer von 2 Meter stärke und 10 Meter Höhe. 5 Meter hohe Teile der Ringmauer und ein Teil des Bergfrieds bis auf 12 Meter Höhe sind bis heute erhalten geblieben. Im Westen wurde die Große Lauenburg durch einen Halsgraben von 15 Meter Breite und 150 Meter Länge geschützt. Ein Ringgraben von 220 Meter Länge mit Vorwall umgab die gesamte Burganlage. Die Burg war mit ihrem fünfeckigen Bergfried eine Besonderheit im Harz.
Die kleine Lauenburg mit den Maßen 45 × 50 Meter diente wahrscheinlich als Vorburg der Großen Lauenburg, war aber eine selbstständige Anlage. Der Bergfried maß 10,4 × 10,4 Meter bei einer Mauerstärke von 2,9 Meter und 30 Meter Höhe. Er ist bis zu einer Höhe von 17 Meter erhalten geblieben. Der Hocheingang zum Bergfried hatte eine Breite von 60 cm und befand sich in einer Höhe von 4,5 Meter.

## Burgmodell und Wanderziel
An der Dorfkirche in Stecklenberg wurde ein Modell mit einer Rekonstruktion der Lauenburg im Maßstab 1:20 aufgestellt, das einen guten Eindruck von der einstigen Burganlage vermittelt.
Die Ruine Lauenburg, die frei zugänglich ist, ist als Nr. 187 in das System der Stempelstellen der Harzer Wandernadel einbezogen.

## Gedicht
Seht ihr die alte Lauenburg
hoch auf dem Harze schimmern?
Durch die Wildnis geht der Weg hindurch
zu ihren wüsten Trümmern

## Bilder

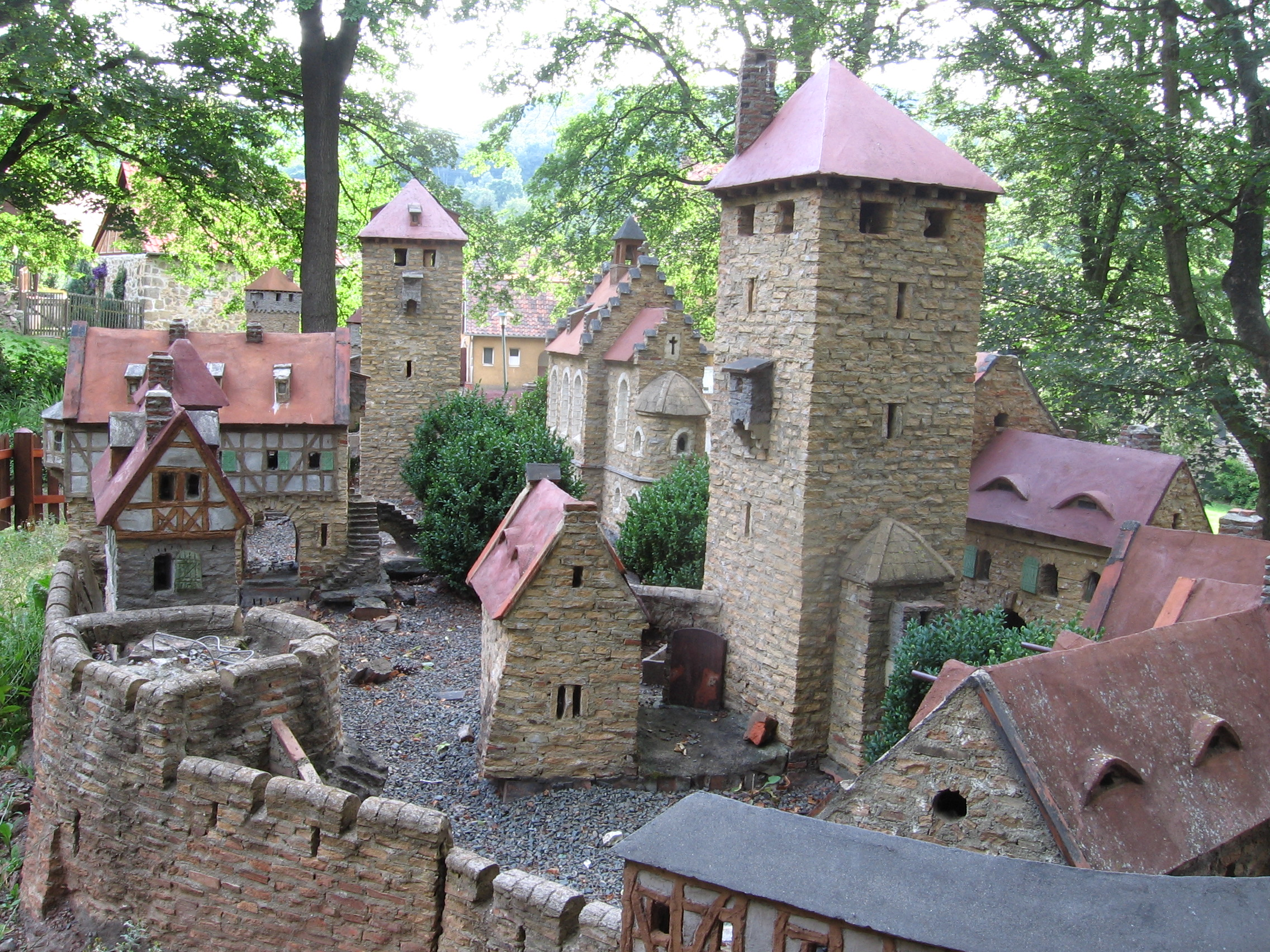
In Stecklenberg steht dieses Modell der Lauenburg
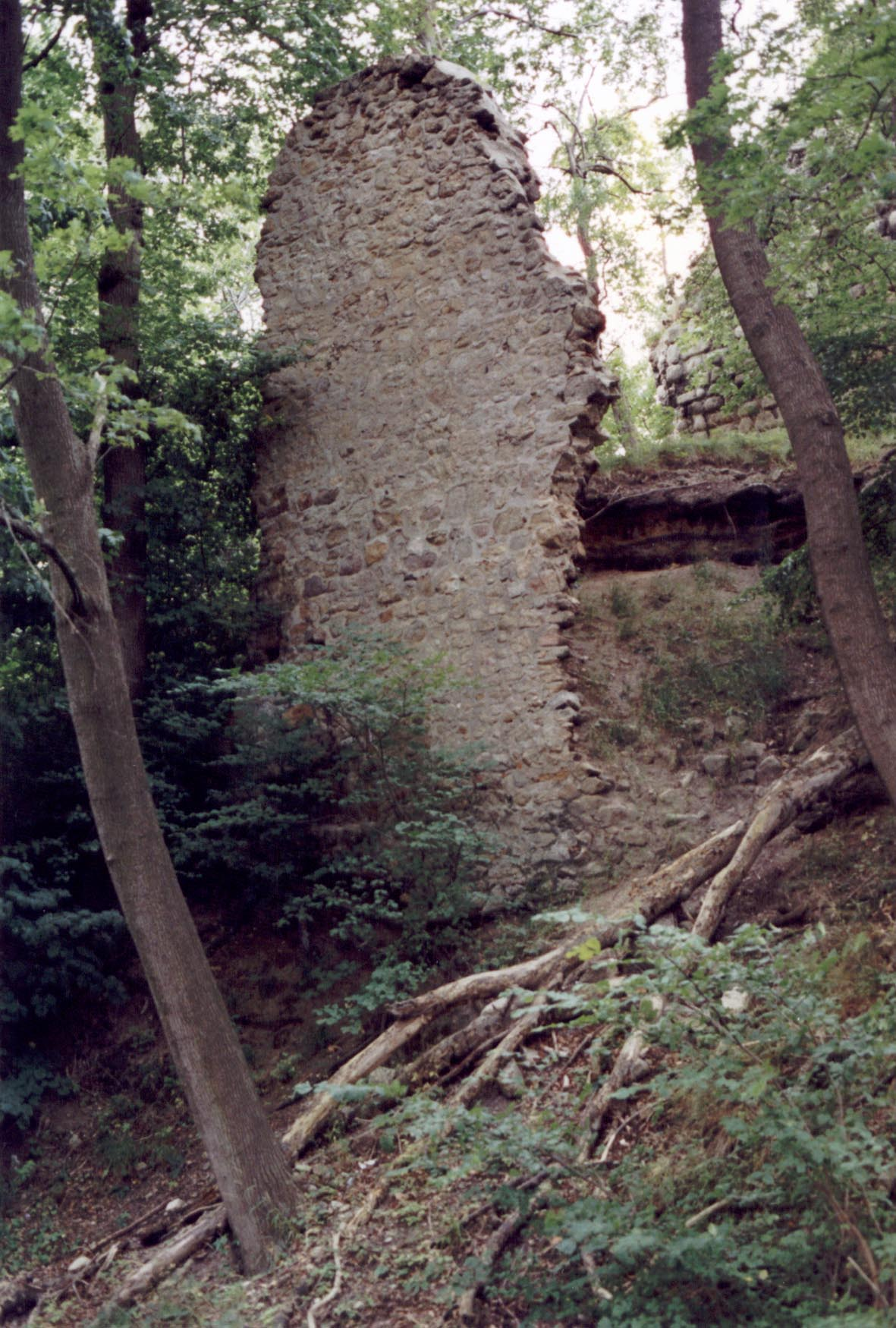
Kleine Lauenburg, Reste des Berings oder eines Gebäudes an der Nordseite (2005)
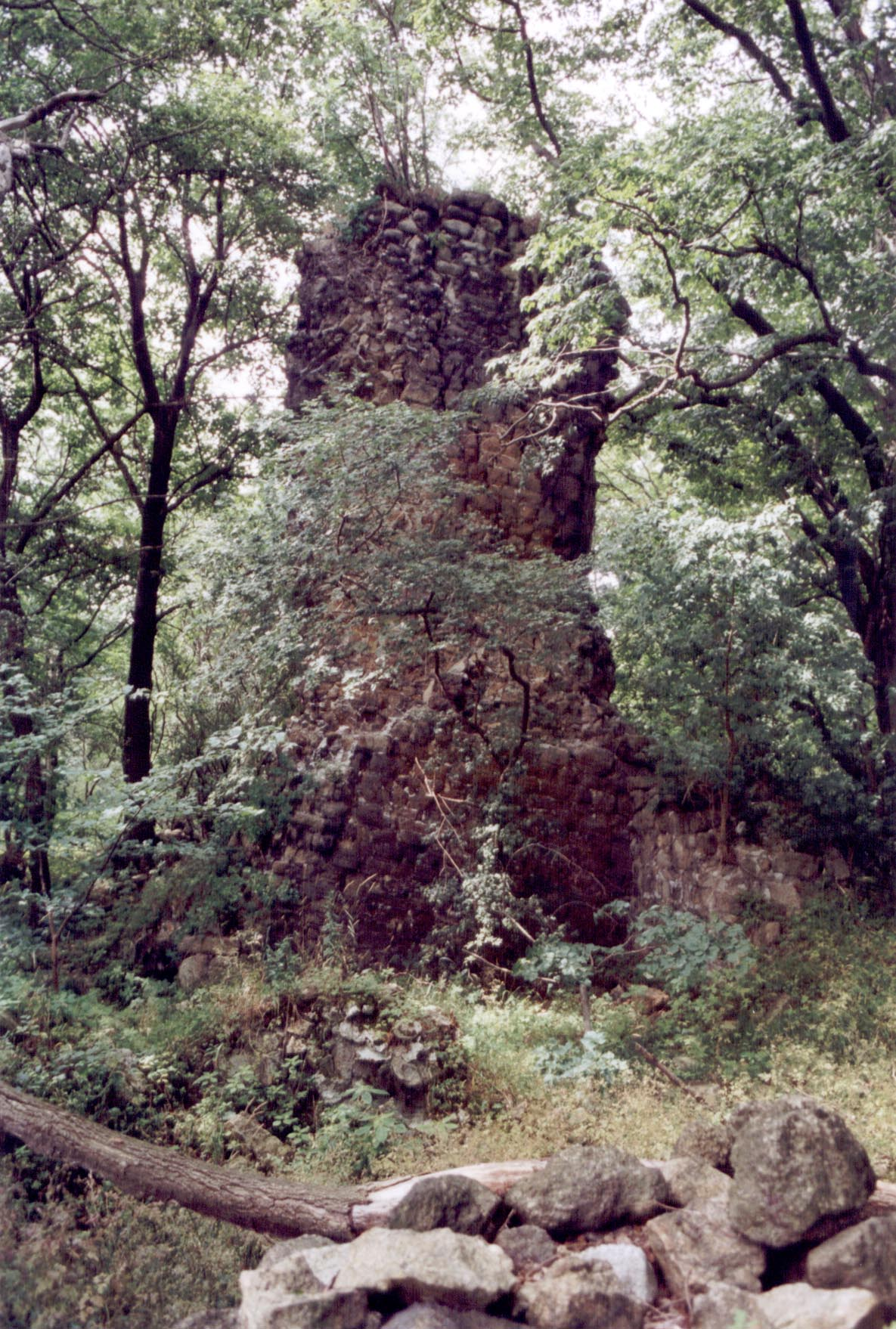
Große Lauenburg, Bergfried im Bereich der östlichen Vorburg (2005)
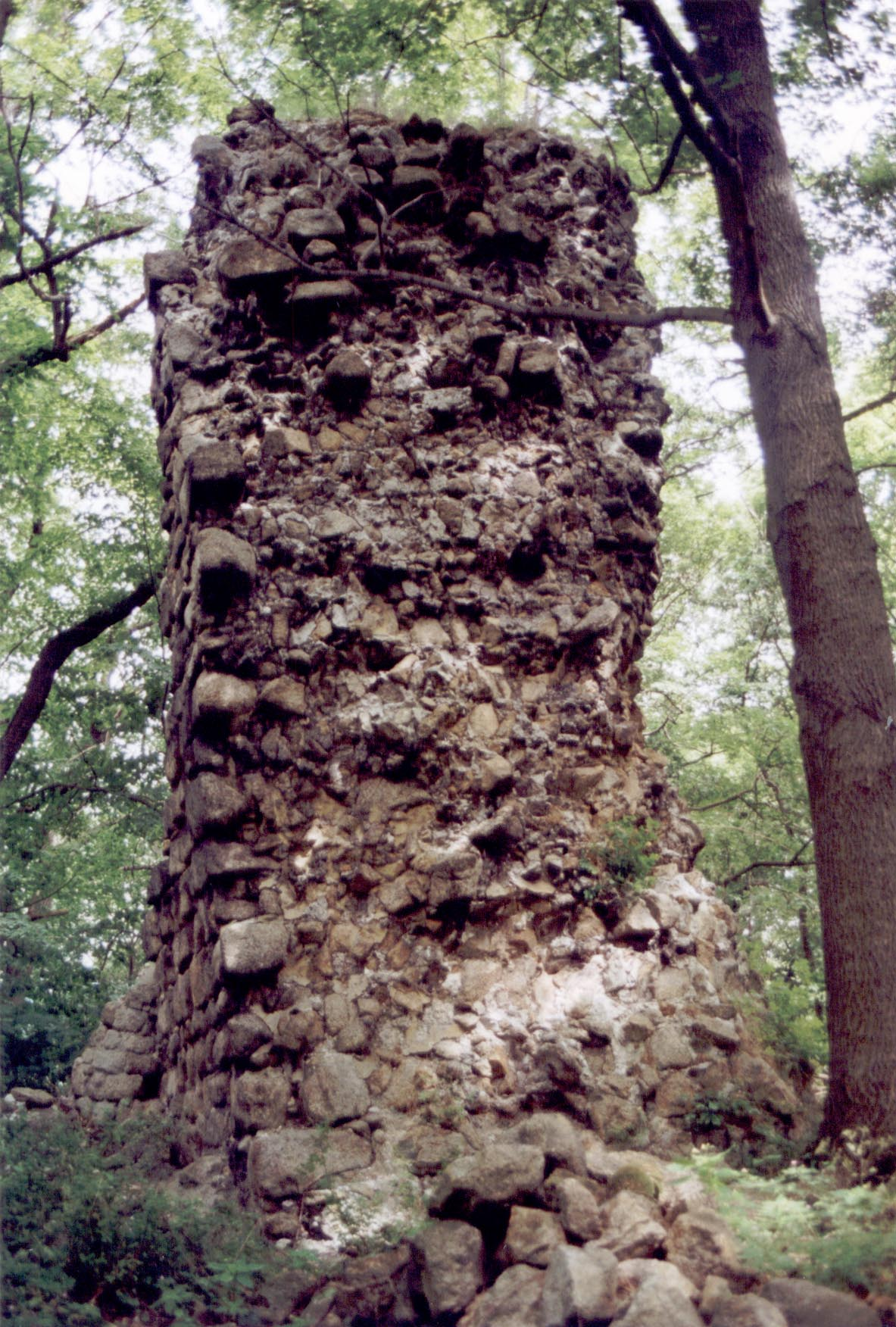
Große Lauenburg, Bergfried im Bereich der östlichen Vorburg (2005)
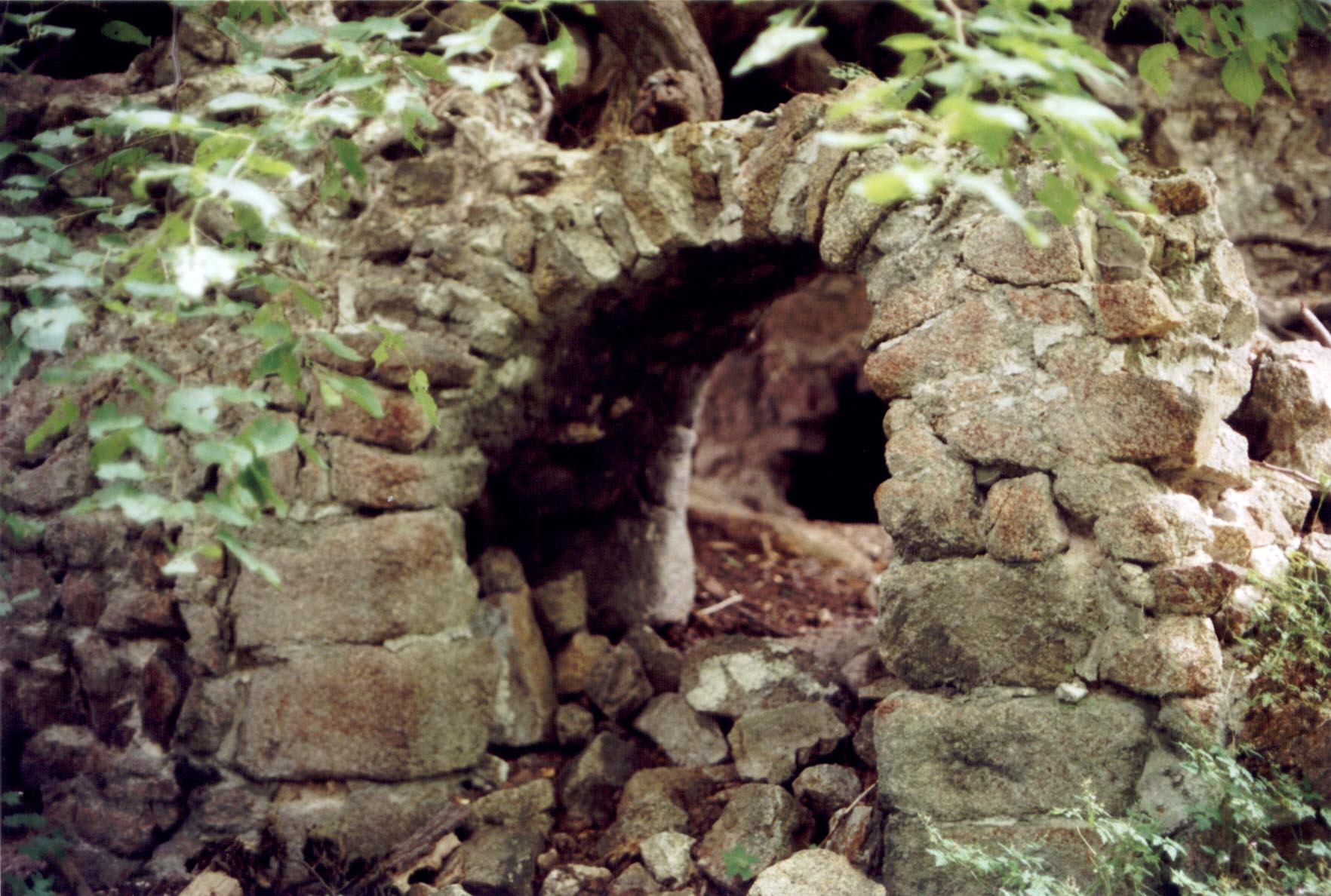
Große Lauenburg, Gewölbe im Torbereich (2005)
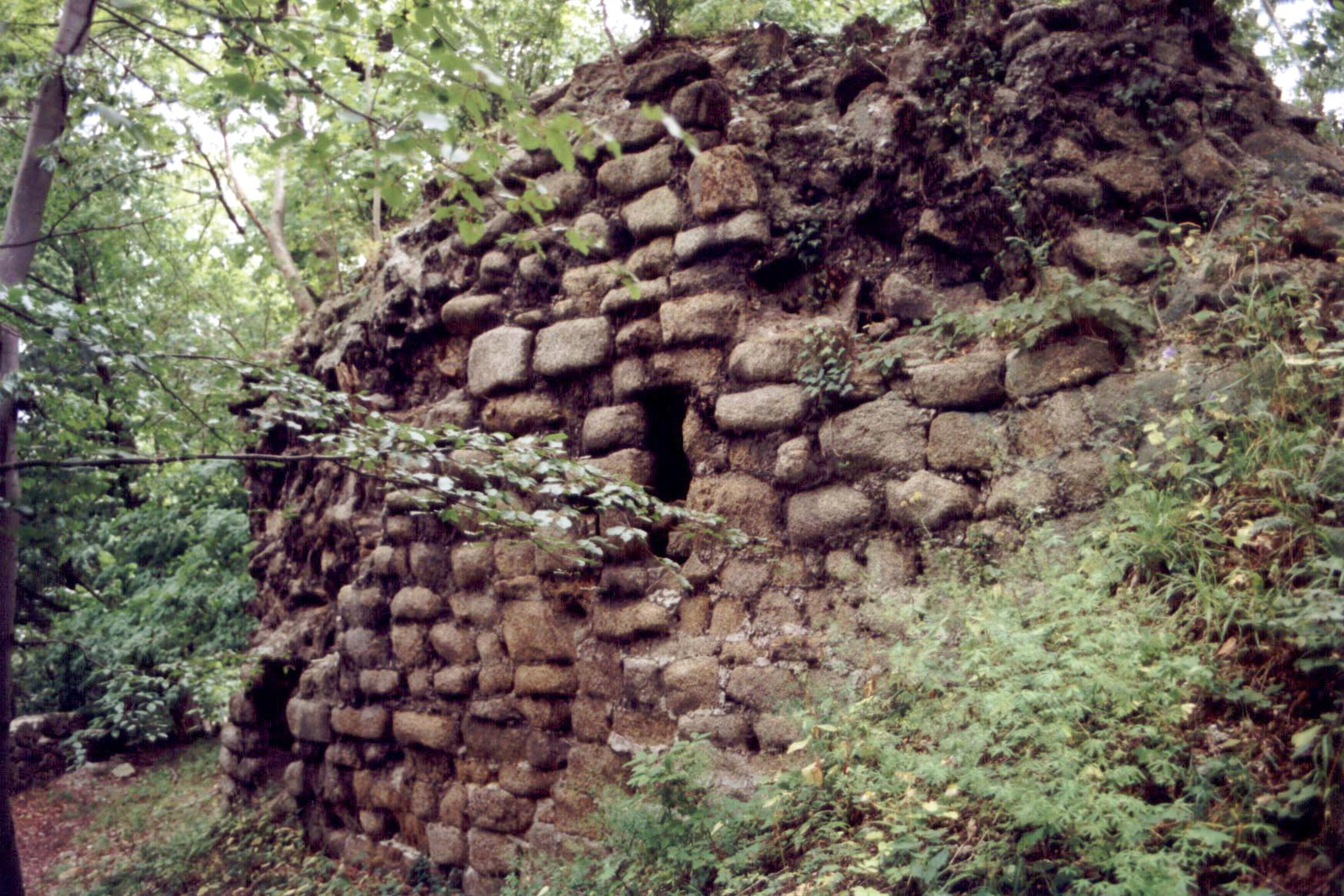
Große Lauenburg, Gebäuderest im Bereich der westlichen Kernburg (2005)